# Jaterhiza
Jaterhiza (lat. Jateorhiza), biljni rod u porodici Menispermaceae raširen po tropskoj Africi. Sastoji se od dvije priznate vrste korisnih grmastih penjačica i lijana.
Rod je opisan u Niger Flora 212. 1849.

## Vrste
1. Jateorhiza macrantha (Hook. fil.) Exell & Mendonca
2. Jateorhiza palmata (Lam.) Miers